# Xot de Sokoke
El xot de Sokoke (Otus ireneae) és una espècie d'ocell de la família dels estrígids (Strigidae). Habita la sabana miombo de la zona costanera central de Kenya. El seu estat de conservació es considera en perill d'extinció.